# سونی اریکسون پی۹۰۰
سونی اریکسون پی ۹۰۰ (به انگلیسی: Sony Ericsson P900)یک تلفن همراه مبتنی بر سیستم عامل سیمبیان نسخه 7.0 از سونی اریکسون است. این گوشی در سال ۲۰۰۳ معرفی شد و جانشین سونی اریکسون پی ۸۰۰ شد؛ مانند پی ۸۰۰ ، پی ۹۰۰ از پلتفرم یو آی کیو (UIQ) استفاده می‌کند. پی ۹۰۰ با استقبال خوبی روبرو شد و گاهی اوقات به عنوان یکی از بهترین دستگاه‌های مجهز به سیستم عامل سیمبیان که تاکنون عرضه شده است، در نظر گرفته می‌شود. جانشین به‌روز شده آن بعداً با نام سونی اریکسون پی ۹۱۰ عرضه شد، در حالی که جانشین بزرگتر آن سونی اریکسون پی ۹۹۰ خواهد بود.